# Dolní oblast Vítkovice

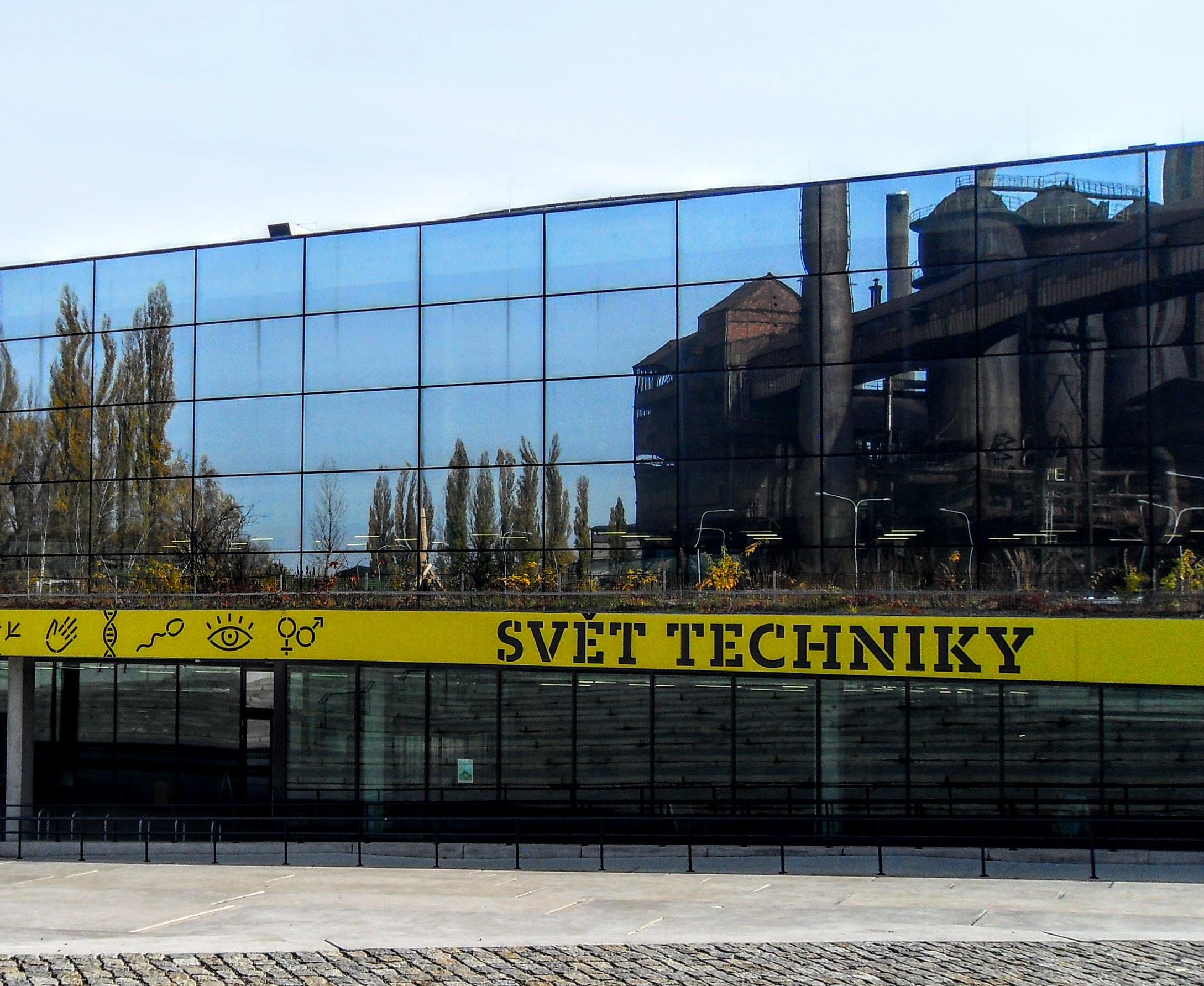
Technické expozice v DOV

Dolní Vítkovice jsou národní kulturní památka nacházející se poblíž centra Ostravy ve Vítkovicích. Zahrnují rozsáhlý průmyslový areál Vítkovických železáren s unikátním souborem industriální architektury. Souboru tří na sebe navazujících celků – černouhelného dolu, koksovny a vysokopecního provozu – se také říká „Ostravské Hradčany“. Oblast je zapsána v seznamu Evropského kulturního dědictví.

## Historie

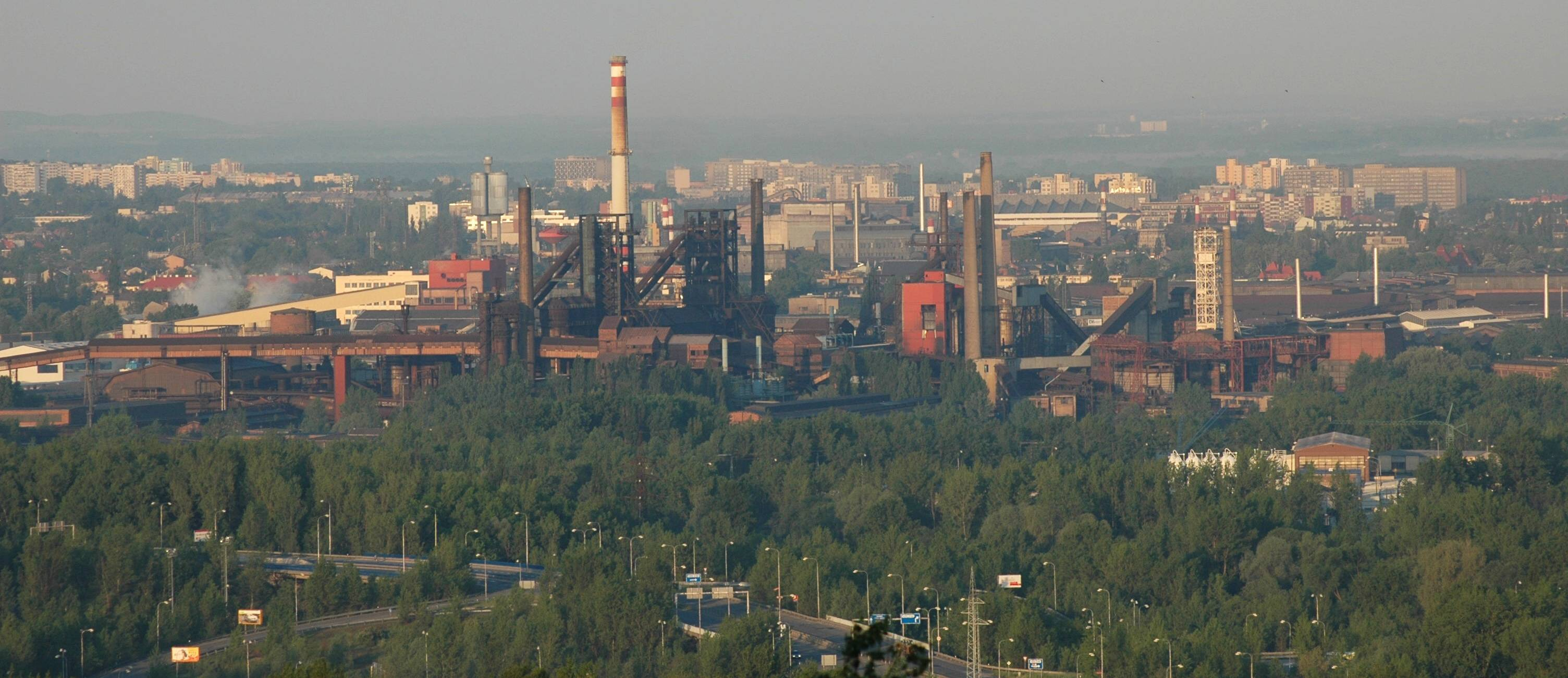
Severní část Dolní oblasti

Prvotní podnět k založení Vítkovických železáren vzešel 9. prosince 1828 od olomouckého arcibiskupa Rudolfa. Provoz Rudolfovy huti byl pak zahájen v polovině září roku 1830. O rok později zde vznikla koksovna. První vysoká pec na koks byla zapálena v roce 1836, druhá o dva roky později. V roce 1852 byl v blízkosti huti založen důl Hlubina. Postupem času bylo v provozu šest vysokých pecí, které byly postupně odstavovány až do 27. září 1998, kdy byl proveden poslední odpich.
Pojmenování Ostravské Hradčany je staršího data, než mnohdy lidé domnívají.[zdroj?] Dle lidové pověsti vzniklo již za dob první republiky, kdy byla v oběhu poštovní známka s motivem pražských Hradčan a nápisem „Československo – Hradčany“. Spolu s ní byla vydána také známka s panoramatem Vítkovic a nápisem „Československo – Mor. Ostrava“. Lidová tvořivost pak vykonala své a vzniklo označení Ostravské Hradčany. Ve skutečnosti však první známka s vyobrazením Moravské Ostravy vyšla až za protektorátu v roce 1939 a na známkách tak byl nápis Čechy a Morava. Současně vyšla i známka s vyobrazením Hradčan, ale s nápisem Praha. Známé známky nazývané Hradčany tou dobou již téměř 20 let nebyly v oběhu.

## Současnost

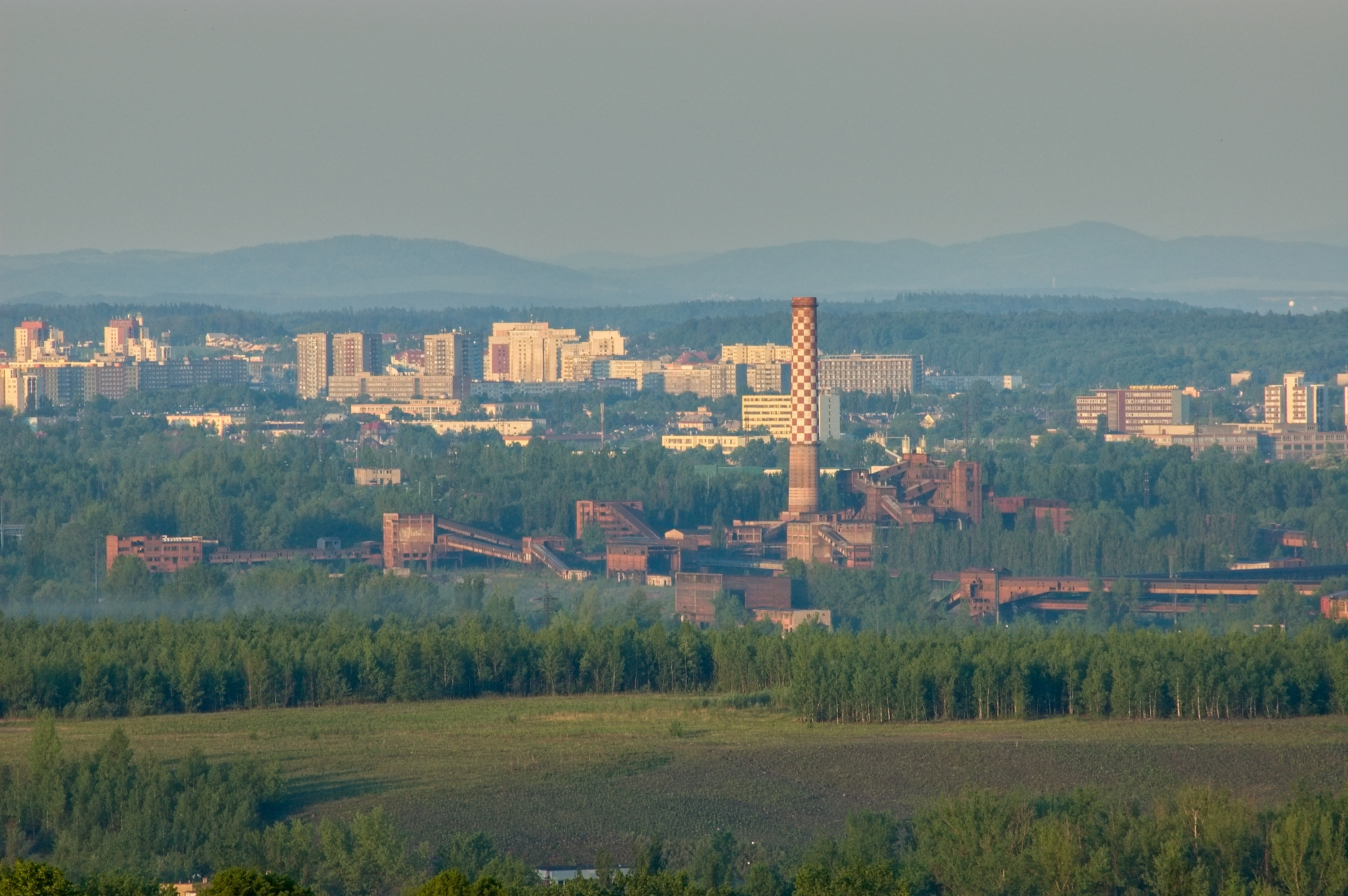
Jižní část Dolní oblasti

Po ukončení výroby železa se diskutovalo, co s bývalým průmyslovým areálem. Myšlenku jeho zbourání převážil názor revitalizace objektu a jeho zachování jako technické památky pro budoucí generace. V červnu 2002 byla nařízením vlády Dolní oblast Vítkovic prohlášena národní kulturní památkou. V prosinci 2008 se pak jako jedna ze čtyř českých památek dostala na vznikající seznam Evropského kulturního dědictví. 
V září 2009 získal projekt na oživení a nové využití vysokých pecí a dalších památkově chráněných objektů půlmiliardovou dotaci z prostředků Evropské unie a České republiky. Hlavním cílem projektu „Zpřístupnění a nové využití NKP Vítkovice“ je reaktivace hlavních částí Národní kulturní památky Vítkovice (NKP), jejich zpřístupnění veřejnosti a následné využití potenciálu NKP pro edukativní a kulturně-společenské aktivity. V roce 2012 byla dokončena 1. část projektu a byly zpřístupněny tři základní objekty národní kulturní památky, vysoká pec č. 1, plynojem a budova VI. energetické ústředny.

### Vysoká pec č. 1
Historie pece sahá do roku 1871, kdy na místě, kde dnes vysoká pec č. 1 stojí, byla zapálena první vysoká pec skotského typu, která s několika přestávkami fungovala do roku 1902. Během následujících tří let byla vystavěna nová, výkonnější pec. V letech 1910–1911 prošla zásadní úpravou, byl zaveden šikmý výtah poháněný parním strojem. Konečnou podobu získala pec po generální opravě v roce 1988. V té době patřila k nejmodernějším svého druhu v Evropě a při maximálním výkonu byla schopna vyrobit až 300 000 t speciálního a slévárenského železa. Poslední odpich proběhl 27. září 1998. Podle projektu architekta Josefa Pleskota byla pec v letech 2011–2012 stavebně uzpůsobená jako interaktivní naučná a vyhlídková trasa. 20. 3. 2012 byl prohlídkový okruh zpřístupněn pro veřejnost.
Naučný okruh začíná u jeřábové dráhy, kde se původně navážel kovový šrot k recyklaci. Prohlídka pokračuje výjezdem na pec čtyřtunovým, panoramatickým, skipovým výtahem, který má kapacitu dvanáct až šestnáct lidí a v jeho dráze se původně navážela vsázka do pece. Naučná trasa dále ukazuje místo, kde se vsázka vsypávala do pece, je prezentován proces tavby železa na plošině ve výšce 45 m a je možné vyjet na vyhlídkovou věž na vrcholu pece ve výšce 60 m. Součástí prohlídky je i místo odpichu vysoké pece včetně vnitřního prostoru, odlévací plošina nebo velín s původním zařízením, kterým se řídila výroba železa.
V roce 2015 byla na vrcholu této pece postavena multifunkční nástavba (rozhledna, bar a kavárna) nazvaná Bolt Tower. Měří 77,7 metrů.

### Plynojem

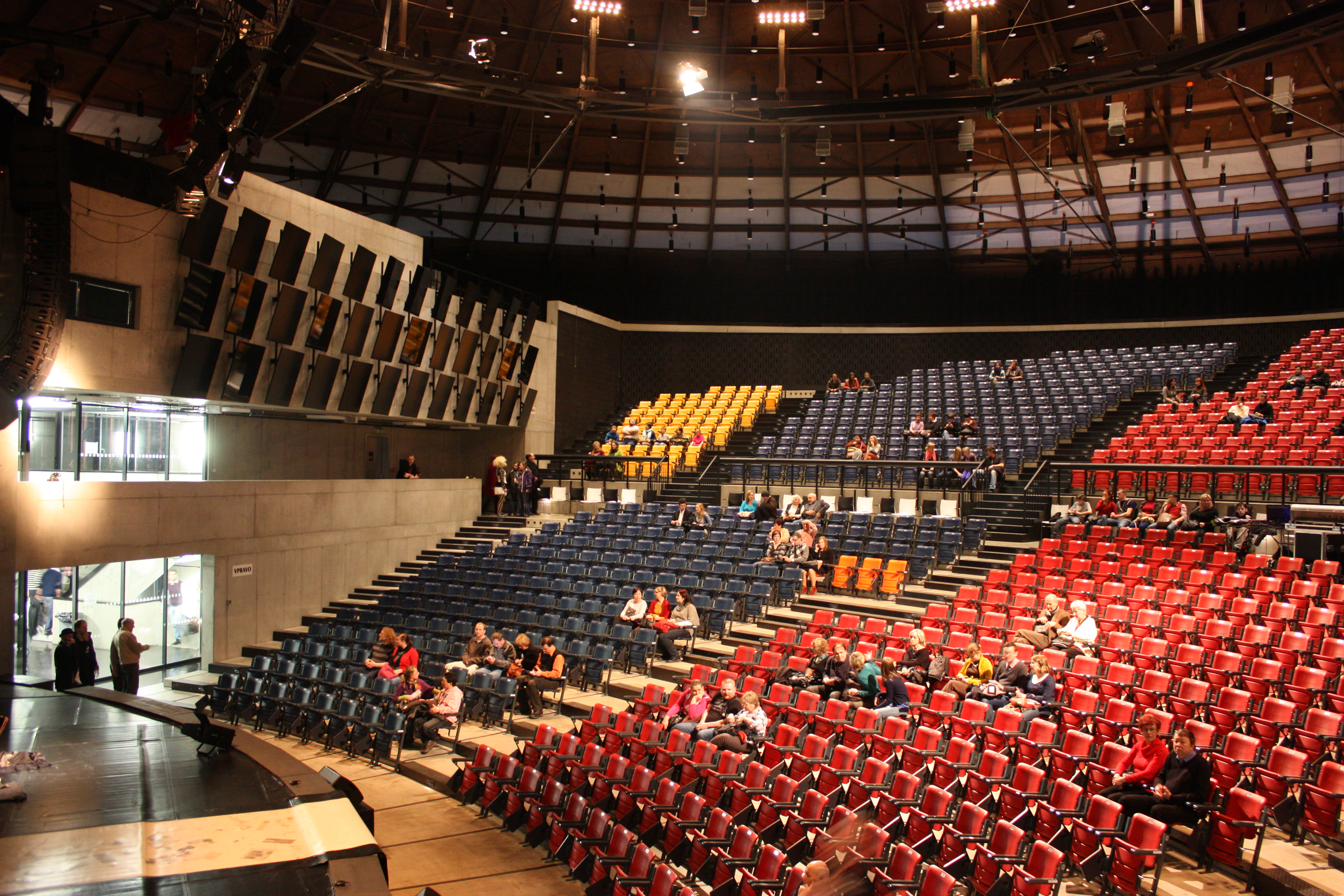
Multifunkční aula Gong

Stavba tzv. mokrého plynojemu začala 22. 11. 1922 a dokončena byla za čtrnáct měsíců, v lednu 1924. Plynojem o obsahu 50 000 m³ jímal vyčištěný vysokopecní plyn a udržoval tlak v plynové síti. Vysokopecní plyn, jako vedlejší produkt při výrobě železa, byl odváděn do prašníku, kde byl pročištěn a zbaven z 80 procent prachu, poté byl veden do čistírny plynu, kde byl zbaven zbylých prachových podílů. Vyčištěný plyn měl využití jako otop ohřívačů větru, vytápěl koksovací komory koksovny a sloužil jako palivo plynových motorů pístových dmychadel. S ukončením provozu vysokých pecí byl v roce 1998 ukončen i provoz plynojemu.
Dle návrhu architekta Josefa Pleskota začaly v listopadu 2010 přípravné práce na rekonstrukci budovy. Zvon plynojemu byl v období od 13. do 23. ledna 2011 vyzvednut o 1492 cm a do vnitřního prostoru byla umístěna vestavba zahrnující konferenční sály, foyer, šatnu, galerii a velkokapacitní sál pro 1500 návštěvníků. Multifunkční aula byla otevřena 1. května 2012 a dostala jméno Gong.

### VI. energetická ústředna
Vystavěna ve 30. letech 20. století jako zastřešený prostor pro dvojici plynových pístových dmychadel z roku 1938 a 1948, která pomocí kychtového plynu vyráběla stlačený vzduch. Ten byl následně veden venkovním potrubím na vysokou pec č. jedna, kde při předehřáté teplotě až 1200 °C podporoval hoření při výrobě surového železa.
Na základě projektu Heleny a Václava Zemánkových a v konečné fázi architekta Zdeňka Fránka byla VI. energetická ústředna reaktivována na Malý svět techniky U6, interaktivní expozici s návazností na technické tradice regionu. Expozice byla otevřena na podzim 2012. Kromě expozice, vznikl v objektu také výukový prostor, součástí jsou tři učebny a jeden velký výukový sál.

### Velký svět techniky - Science and technology center
Od 26. září 2014 je v Dolních Vítkovicích v provozu moderní science center Svět techniky. Obsahuje čtyři stále expozice – Dětský svět, Svět Civilizace, Svět vědy a objevů a Svět přírody. Najdete zde také množství učeben, laboratoře dílny, 3D kino a Divadlo vědy.

## Budoucí vývoj
Otevřením Velkého světa techniky byla ukončena II. etapa projektu revitalizace Dolních Vítkovic. V roce 2015 pak dojde k zprovoznění nástavby na Vysoké peci č.1, otevření areálu Dolu Hlubina a vzájemnému propojení obou areálů. Vizí je pak umístění krajské knihovny do objektu bývalé koksovny, či výstavba vysokoškolského campusu mezi objekty čtvrté a šesté vysoké pece.